# نهر تشي ليونغ

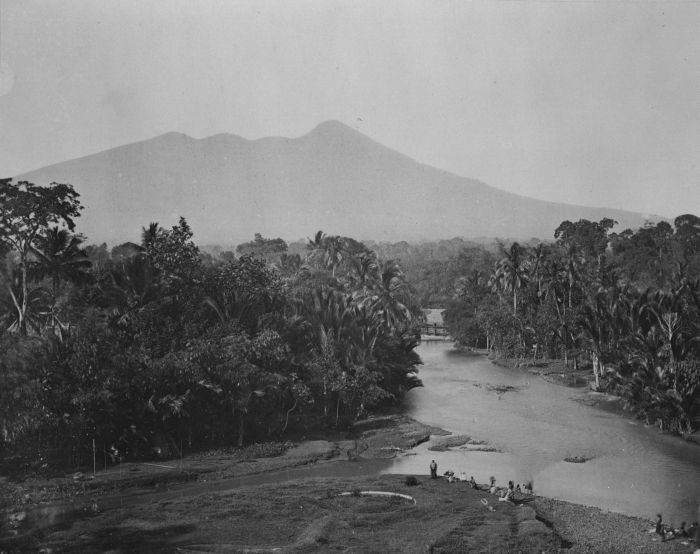
نهر تشي ليونغ في منطقة بوكور وفي الخلفية جبل سالاك في نهاية القرن التاسع عشر. مجموعة صور لمتحف تروبين أمستردام.

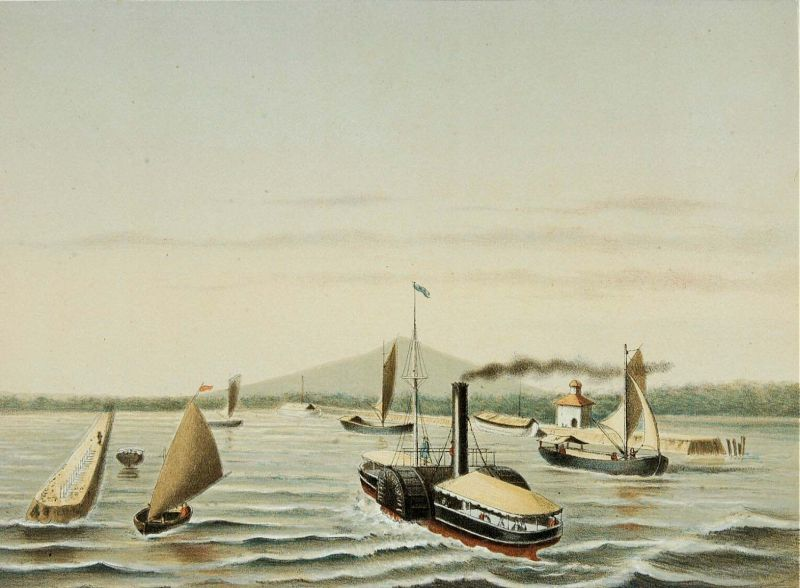
مصب تشي ليونغ في ثمانينيات القرن التاسع عشر (الطباعة الحجرية على أساس لوحات لجوسياس كورنيليس رابارد)

نهر تشي ليونغ (بالإندونيسية Ci liwung)  هو واحد من أهم الأنهار في غرب جزيرة جاوة - إندونيسيا. خاصة لأنه يمر عبر العاصمة، جاكرتا، وغالبًا ما يتسبب في فيضانات سنوية في مناطق المصب.
يبلغ طول النهر الرئيسي لهذا النهر حوالي 120 كم مع منطقة مستجمعات المياه تبلغ 387 كيلومتر مربع. النهر واسع نسبيًا وفي اتجاه مجرى النهر، يمكن أن تبحر به قوارب صغيرة تحمل بضائع. المناطق التي عبرها تشي ليونغ هي منطقة بوكور، مدينة بوكور، ومدينة ديبوك وجاكرتا.

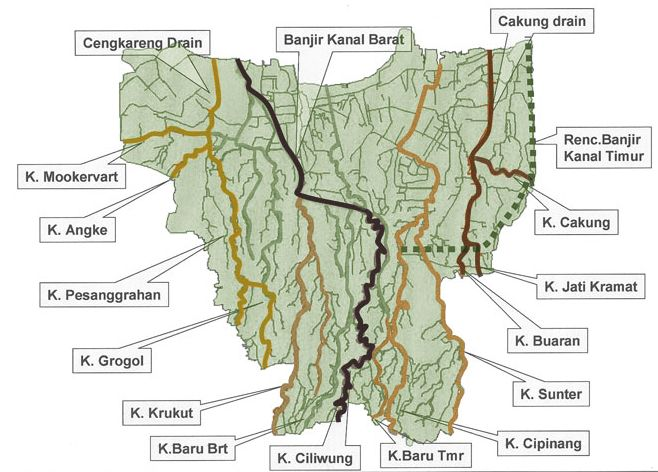
تشي ليونغ ("K. Ciliwung") على خريطة جاكرتا للموارد المائية (2012)

## المرجع
1. ↑  Nama aslinya adalah Ci (Sd.: air) Haliwung (Sd: keruh) dan disebut dalam naskah Sunda "Bujangga Manik" (abad ke-15).

## روابط خارجية
- حكومة العاصمة جاكرتا الإقليمية: نهر تشي ليونغ
- جامعة كيوتو: نهر تشي ليونغ (البيانات الأساسية)
- مجتمع تشي ليونغ معهد تشي ليونغ